# ديوغو أفونسو
ديوغو أفونسو (بالإنجليزية: Diogo Afonso) هو مستكشف برتغالي.

## طالع أيضًا
- قائمة المستكشفين